# (20428) 1998 WG20
A (20428) 1998 WG20 egy kisbolygó a Naprendszerben. A LINEAR projekt keretében fedezték fel 1998. november 18-án.